# آیزاک آستین
آیزاک آستین (انگلیسی: Isaac Austin؛ زادهٔ ۱۸ اوت ۱۹۶۹) بازیکن بسکتبال اهل ایالات متحده آمریکا است.
از باشگاه‌هایی که در آن بازی کرده‌است می‌توان به فیلادلفیا سونتی‌سیکسرز، میامی هیت، لس آنجلس کلیپرز، واشینگتن ویزاردز، ممفیس گریزلیز، و اورلندو مجیک اشاره کرد.